# レオ・ボルヒャルト
レオ・ボルヒャルト（Leo Borchard, 1899年3月31日 – 1945年8月23日）は、ロシア出身のドイツ人指揮者。ヘルマン・シェルヘンに師事し、第二次大戦でドイツの降伏後、亡命したヴィルヘルム・フルトヴェングラーに代わり、暫定的にベルリン・フィルハーモニー管弦楽団の首席指揮者に就任した。

## 略歴

### 生い立ち
ドイツ系の両親の許にモスクワに生まれる。本名はレフ・リヴォヴィチ・ボルガルト（ロシア語: Лев Львович Боргард）といった。サンクトペテルブルクにおいて音楽教育を受けるとともに、スタニスラフスキー劇場の常連客となった。ロシア革命を経て1920年にヴァイマル共和国に亡命する。クレンペラーと契約し、ベルリン・クロルオーパーの指揮者助手に任命される（クレンペラーは技術に自信がなかったため、ボルヒャルトが批評してくれることを期待していたのであった）。

### 反ナチス
1933年1月に初めてベルリン・フィルハーモニー管弦楽団を指揮する。1935年にナチス政権によって政治的に信頼すべからざる人物として活動禁止の憂き目を見るが、自宅マンションで指導を続け、ボリス・ブラッハーやゴットフリート・フォン・アイネムらと親交を重ねた。ただし、完全に演奏が禁止されるのは1943年であり、それまではベルリンフィルなどで客演指揮を行っていたという記述もある。對馬達夫によると、1935年から完全に禁止される1943年までは、基本的には演奏活動は禁止されていたが、外国から要請されたときは許可されたという。1937年に行われた「イギリスの夕べ」などと題するイギリスやフランスの音楽をレオがベルリン・フィルを指揮するコンサートと、逆に外国人の指揮者とドイツ人の演奏家の組みあわせのコンサートと並行してやるナチスのドイツ優位を主張するプロパガンダ的な意図があるコンサートシリーズに参加したこともあった。
ユダヤ人への抑圧が高まり、戦争への緊張も高まるなか、ジャーナリストである伴侶ルート・アンドレーアス＝フリードリヒ(de:Ruth Andreas-Friedrich)らとレジスタンス運動、ユダヤ人救援運動などを行う。大戦前は抑圧が高まるドイツから避難、出国するユダヤ系ドイツ人ために持ち出し制限(少額しか持ち出せないので出国先での生活を心配して出国を躊躇するユダヤ系ドイツ人が多かった)がされていた資産をいったん預かり、演奏旅行などで出国した先で渡すなど、資産移送に協力する。
第二次世界大戦中はレオやルート、ルートの娘カーリン、アイネムや医師、外交官、軍人、印刷工、牧師など多様な人々が参加、協力した「エーミールおじさん」と呼ばれたグループが形成され、レオはアンドリーク・クラスノフの偽名で活動し、印刷技師ルートヴィヒ・リヒトヴィッツらと接触して反ナチスのビラ作りを地下出版や、強制収容を逃れてベルリンに潜伏するユダヤ人や東方戦線からの逃亡兵の救援活動を行った。救援したユダヤ系ドイツ人には音楽家のコンラート・ラッテなど、活動はベルリン全地区に広がり協力者も多かった。クライザウグループのヘルムート・イェームス・フォン・モルトケと密接な連絡・交流があり、白バラグループの逮捕の約1カ月後、ビラを入手してスイスやスウェーデン経由でイギリスに送る手段があるという記述からモルトケが行った白バラグループのビラの海外輸送に関与していることが示唆されている。
1944年1月にモルトケが逮捕されたあとも、クライザウグループとの連絡は保たれ、7月20日事件に関連して、6月26日にクライザウとの連絡役のハンス・ペーターズ(de:Hans_Peters_(Rechtswissenschaftler))との話し合いではナチス体制が倒れる日は近いとの仄めかしがあり、続いて7月10日に外務省の公使館参事官でクライザウ及びクーデターグループの中核メンバーのアダム・フォン・トロット(de:Adam_von_Trott_zu_Solz)から、近々ヒトラー政権転覆があるので、客演の形を取ってスウェーデンに行き新政権の連絡役となることをレオが要請される。暗殺とクーデターの失敗後、関与した人々が逮捕、処刑されるなかトロットはレオの名を明かさず処刑され、レオはこの事件による逮捕は免れている。また、すこし遅れて12月から7月20日事件に関与したとして民族裁判が始まったモルトケの救援に、レオおよびエーミールおじさんグループはクライザウグループとの繋がりを明らかにされるリスクを冒して奔走する。

### ベルリン・フィルハーモニー管弦楽団首席指揮者
第三帝国の無条件降伏から半月後の1945年5月26日に、ティタニア・パラスト映画館においてベルリン・フィルハーモニー管弦楽団を指揮して、メンデルスゾーンの演奏会用序曲『夏の夜の夢』とモーツァルトのヴァイオリン協奏曲イ長調、チャイコフスキーの交響曲第4番を上演し、聴衆の大絶賛を浴びた。1週間後には、スイスに亡命中のヴィルヘルム・フルトヴェングラーの代役として、ソ連将校のニコライ・ベルサリンによってベルリン・フィルハーモニー管弦楽団の音楽監督に抜擢された。反ナチ活動という実績と流暢なロシア語のお蔭で、占領軍と密な関係を結ぶことができた。ただし、上記のような記載がある出版物がある一方で、ベルリン・フィルハーモニー管弦楽団のホームページにおいては、ボルヒャルトに関する記述のタイトルが「暫定首席指揮者」とされており、またそのポストへの就任の経緯については「オーケストラによって選ばれ、ベルリン市に任命された」と記載されている。ベルリン・フィルハーモニー管弦楽団の首席指揮者としては、全部で22回の演奏会を指揮している。

### その死
ボルヒャルトは、1945年8月23日に演奏会から自宅に戻る車中で射殺された。イギリス人運転手が、停車を求めるアメリカ人歩哨の手信号を誤解したため、アメリカ人歩哨が発砲したのであった。イギリス人運転手と、ボルヒャルトの伴侶で女性ジャーナリストのルート・アンドレーアス＝フリードリヒは難を逃れた。この出来事の結果、軍事的な検問所を明示することが定められ、手信号を使わないようになった。クラウディオ・アバドは、1995年9月5日と6日にボルヒャルトの没後半世紀を記念して、ベルリン・フィルハーモニー管弦楽団を指揮してマーラーの《交響曲 第6番「悲劇的」》を上演した。

## レパートリー
残された音源からは、ウェーバーの『オベロン』序曲やチャイコフスキーの主要作品、ワーグナーやプッチーニのオペラの抜粋、スッペの序曲、ドリーブやグラズノフのバレエ音楽などをレパートリーに含めていたことが分かる。さらに、レビコフのような比較的無名の作曲家の作品や、ジャン・フランセのピアノ協奏曲のような同時代の比較的新しい音楽も取り上げていた。

## 参考資料・外部リンク
- Gary Lemco (2005年3月). “Leo Borchard conducts Berlin Philharmonic”. Audiophile Audition. 2007年8月17日閲覧。
- 「白バラ」グループの協力者たち - ウェイバックマシン（2008年1月27日アーカイブ分）（ボルヒェートと記されているのがボルヒャルト）